# پزشک

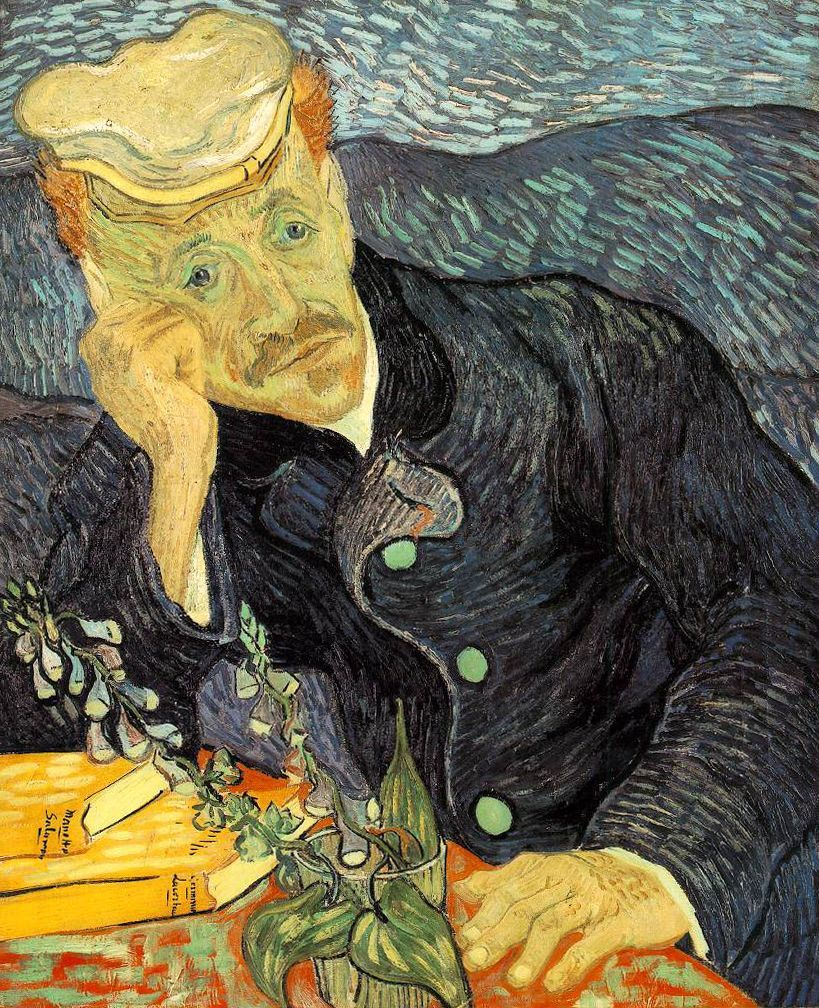
پرتره دکتر گاشه اثر ونسان ون گوگ

پزشک،طبیب یا دکتر (به فرانسوی: Docteur) (به انگلیسی: Doctor) در دانش پزشکی، دکتر کسی است که به حرفهٔ «پزشکی یا بعضی حرفه‌های مرتبط که برگرداندن سلامت انسان از طریق دیدار و گفت‌وگوی حضوری یا غیرحضوری، مطالعه، تشخیص و درمان بیماری یا آسیب‌دیدگی است، می‌پردازد. این معمولاً به دانش کافیِ آکادمیک مانند آناتومی، فیزیولوژی و فارماکولوژی، شناخت بیماری‌ها و درمان آن‌ها نیاز دارد. در گذشته برای این حرفه کلمات «حکیم» و «طبیب» به کار گرفته می‌شد.

## پزشکی

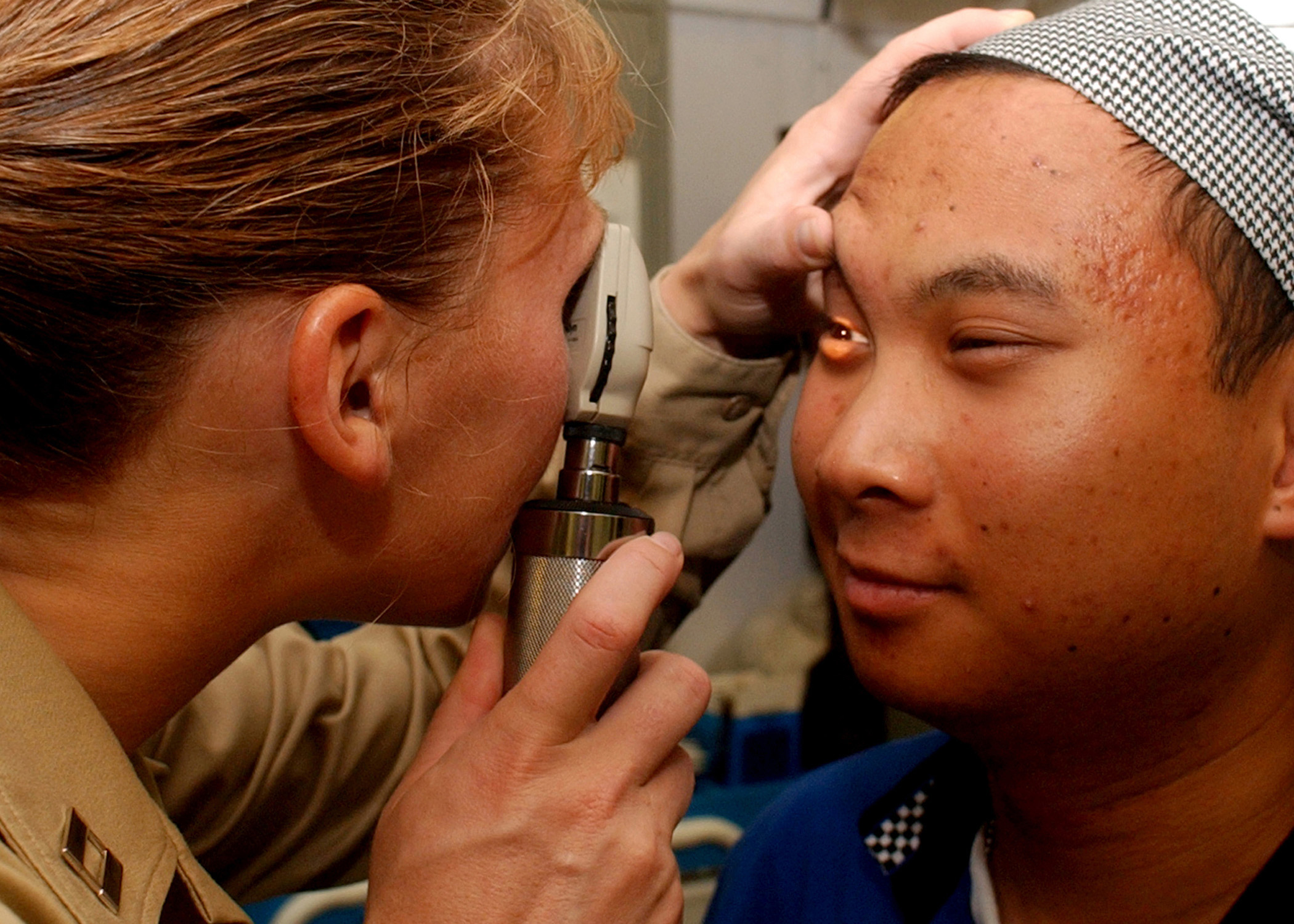
یک پزشک بینایی‌سنجی در حال معاینهٔ چشم یک بیمار با یک چشم‌بین

پزشکی شاخه‌ای از علوم سلامت است. هدف پزشکی حفظ و ارتقاء تندرستی، درمان بیماری‌ها و بازتوانی آسیب دیدگان «مانند فیزیوتراپی» می‌باشد. این هدف با شناخت بیماری‌ها، تشخیص و درمان و جلوگیری از بروز آنها به انجام می‌رسد.
در ایران آموزش این رشته زیر نظر وزرات بهداشت، درمان و آموزش پزشکی و در دانشگاه‌های دولتی و آزاد به انجام می‌رسد و سازمان نظام پزشکی امور صنفی پزشکان را بر عهده دارد.

## ریشه‌شناسی
واژه «دُکتُر» (doctor) با نماد M.D. کوتاه و ساده شده واژه «دکترِ پزشکی» (doctor of medicine) است که به کسی گویند که به درجه «دکترای پزشکی» (doctorate of medicine) رسیده باشد.
پزشک یک واژه کهن فارسی است که در شاهنامه فردوسی به فراوان آمده است (به فتح ز)، مانند:
| چو زین بگذری خسروا دیو رشک |  | یکی دردمندی بود بی پزشک |

همچنین در متن مانوی زیر به زبان پهلوی اشکانی می‌خوانیم:
| پارتی                                                     | فارسی                                              |
| --------------------------------------------------------- | -------------------------------------------------- |
| Šāh wāxt ku: Až ku ay? – Man wāxt ku: Bizišk hēm až Bābel | شاه گفت: «از کجایی؟» من گفتم: «پزشک هستم از بابل». |

در ادبیات فارسی، به گروهی از پزشکان اَطِبا گفته می‌شود.
واژه دکتر در فارسی افغانستان، «داکتِر» تلفظ می‌شود، که از تلفظ انگلیسی آن است.

## اولین پزشک ایرانی
تعیین اولین پزشک ایرانی به تعریف ما از «پزشک» بستگی دارد. اگر منظور از پزشک، فردی باشد که به‌طور علمی و تخصصی به درمان بیماری‌ها می‌پردازد، اولین پزشک ایرانی ابوالقاسم بختیار است.
ابوالقاسم بختیار در سال ۱۲۴۸ در بروجن متولد شد. او در سال ۱۲۷۶ برای تحصیل در رشته پزشکی به آمریکا رفت و در سال ۱۲۸۶ با مدرک دکترای پزشکی از دانشگاه سیراکیوس (به انگلیسی: Syracuse University) فارغ‌التحصیل شد.
بختیار پس از بازگشت به ایران، به عنوان اولین جراح ایرانی شروع به کار کرد. او همچنین بنیان‌گذار دانشکده پزشکی دانشگاه تهران و از استادان این دانشگاه بود.
اما اگر منظور از پزشک، فردی باشد که به‌طور سنتی و تجربی به درمان بیماری‌ها می‌پردازد، تعیین اولین پزشک ایرانی دشوارتر است. در تاریخ ایران، افراد زیادی بوده‌اند که از گیاهان دارویی و سایر روش‌های سنتی برای درمان بیماری‌ها استفاده می‌کرده‌اند.
برخی از منابع، تریتا را اولین پزشک ایرانی می‌دانند. تریتا شخصیتی اسطوره‌ای در شاهنامه است که به عنوان دانشمندی فرزانه و طبیبی حاذق شناخته می‌شود.
منابع دیگر، ابوعلی سینا را اولین پزشک ایرانی می‌دانند. ابن سینا دانشمندی مشهور در دوران اسلامی است که کتاب قانون در طب او به عنوان یکی از مهم‌ترین کتاب‌های پزشکی در تاریخ شناخته می‌شود. گرچه پزشک اخوینی بخارایی دو نسل پیش از پورسینا می‌زیسته و کتابش را به پارسی نوشته است و روشهای جراحی‌ را آموزش داده است.